# Leonardo Di Costanzo
Leonardo Di Costanzo (ur. 1958 w Ischii) – włoski reżyser i scenarzysta filmowy. Akcję swoich filmów najczęściej osadza w rodzinnym Neapolu.

## Życiorys
Po ukończeniu studiów na Uniwersytecie w Neapolu przeniósł się do Paryża, gdzie uczęszczał na kursy w Ateliers Varan i pracował dla francuskiej telewizji. Pierwszy film krótkometrażowy nakręcił w 1988, a później tworzył liczne filmy dokumentalne.
Przełom w jego karierze nastąpił dzięki pełnometrażowemu debiutowi fabularnemu pt. Przerwa (2012). Film opowiadał o relacji, jaka rodzi się między szesnastoletnią zakładniczką Camorry, przetrzymywaną w opuszczonym budynku na przedmieściach Neapolu w oczekiwaniu na karę, a pilnującym jej nieśmiałym chłopakiem. Obraz miał swoją premierę w sekcji "Horyzonty" na 69. MFF w Wenecji, gdzie zdobył aż siedem nagród, w tym m.in. Nagrodę FIPRESCI oraz Nagrodę Pasinettiego dla najlepszego włoskiego filmu. Przerwa przyniosła Di Costanzo również nagrodę David di Donatello za najlepszy debiut reżyserski.
Po wyreżyserowaniu jednego z segmentów do filmu nowelowego Mosty Sarajewa (2014), Di Costanzo nakręcił Intruza (2017), swoją drugą fabułę, zaprezentowaną w sekcji "Quinzaine des Réalisateurs" na 70. MFF w Cannes. Sukces odniósł jednak dopiero jego kolejny film, Ariaferma (2021). Była to historia zamykanego właśnie sardyńskiego więzienia, z którego grupa skazańców długotrwale oczekuje na transport do innego ośrodka. Obraz zdobył 11 nominacji do Davida di Donatello i ostatecznie dwie statuetki - za najlepszą rolę męską (Silvio Orlando) i scenariusz oryginalny.
Zasiadał w jury sekcji "Horyzonty" na 70. MFF w Wenecji (2013) oraz w jury konkursu głównego na 79. MFF w Wenecji (2022).